# Åter-Krukessjön
Åter-Krukessjön är en sjö i Sollefteå kommun i Ångermanland och ingår i Ångermanälvens huvudavrinningsområde. Sjön har en area på 0,307 kvadratkilometer och ligger 205 meter över havet. Sjön avvattnas av vattendraget Åter-Krukesbäcken.

## Delavrinningsområde
Åter-Krukessjön ingår i det delavrinningsområde (702032-157379) som SMHI kallar för Utloppet av Åter-Krukessjön. Medelhöjden är 250 meter över havet och ytan är 3,96 kvadratkilometer. Det finns inga avrinningsområden uppströms utan avrinningsområdet är högsta punkten. Åter-Krukesbäcken som avvattnar avrinningsområdet har biflödesordning 2, vilket innebär att vattnet flödar genom totalt 2 vattendrag innan det når havet efter 55 kilometer. Avrinningsområdet består mestadels av skog (85 procent). Avrinningsområdet har 0,31 kvadratkilometer vattenytor vilket ger det en sjöprocent på 7,8 procent.